# Paula Pareto
Paula Pareto (* 16. Januar 1986 in San Fernando) ist eine argentinische Judoka. Seit Mitte der 2000er Jahre gewinnt sie regelmäßig Medaillen bei Großveranstaltungen und wurde so im Jahre 2015 Weltmeisterin in der Klasse bis 48 kg, sowie im Jahre 2016 Olympiasiegerin in der gleichen Gewichtsklasse. Aufgrund ihrer geringen Körpergröße von 1,50 m wird sie vor allem in ihrem Heimatland auch La Peque (zu Deutsch etwa die Kleine) genannt.

## Leben und Karriere

### Anfänge
Paula Pareto wurde am 16. Januar 1986 in der zum Ballungsraum von Buenos Aires gehörenden Stadt San Fernando geboren und wuchs in Tigre, im nordwestlichen Rand des Ballungsraums auf. In Tigre wuchs sie an der Seite eines rund zwei Jahre jüngeren Bruders, Marco, der sie bei einem Großteil ihrer Reisen zu den diversen Turnieren begleitete, und der knapp zwei Jahre älteren Schwester Estefanía, einer späteren Psychologin, auf. Im Alter von vier Jahren begann sie mit dem Schwimmsport, wechselte aber nach einer Zeit in die Gymnastik. Ihre Inspiration mit Judo zu beginnen, fand sie als Neunjährige, als ihr jüngerer Bruder von Mitschülern verprügelt von der Schule nach Hause kam. Bereits ihr Vater trainierte in jungen Jahren Judo und meldete seine Tochter in weiterer Folge bei einem Judo-Verein an. Hierbei wählte er den lokalen und renommierten Club San Fernando. Nachdem sie nicht lange darauf ihre ersten Erfolge einfuhr, wechselte sie zu einem größeren Verein, den sie mit Estudiantes de La Plata auch fand. Während ihrer anfänglichen Laufbahn als Judoka wollte die fußballbegeisterte Pareto zwischenzeitlich auch einen Weg als professionelle Fußballspielerin einschlagen, entschied sich jedoch dagegen und für einen weiteren Lebensweg im Judo. Paula Pareto gilt als Anhängerin der Fußballmannschaft der Boca Juniors, sowie als Anhängerin der Fußballmannschaft ihres Stammvereins Estudiantes de La Plata. Nach diversen regionalen und nationalen Erfolgen und nachdem sie zu Beginn ihrer Junioren- und Erwachsenenlaufbahn in der Gewichtsklasse bis 44 kg antrat, folgten in der ersten Hälfte der 2000er Jahre die ersten größeren Erfolge.

### Erste Medaillen bei Großevents
So gewann sie unter anderem am 30. März 2003 die Goldmedaille bei den U-20-Südamerikameisterschaften im Judo in der Klasse bis 44 kg und belegte ein Jahr später beim selben Großturnier in derselben Gewichtsklasse den zweiten Platz. Im November 2004 gewann sie zudem die Goldmedaille bei den Südamerikameisterschaften im Judo (Campeonato Sul Americano de Judo) in der Klasse bis 44 kg. Noch im Mai 2005 trat sie in der 44-Kilogramm-Klasse in Erscheinung und belegte dabei bei den Panamerikanischen Judo-Meisterschaften 2005 in Caguas den zweiten Platz und musste sich lediglich der Kolumbianerin Maira Viveros geschlagen geben. Noch im Jahre 2006 gewann sie die Silbermedaille beim Judo-Wettbewerb der Südamerikaspiele 2006 in der Hauptstadt Buenos Aires. Bei den Panamerikanischen Judo-Meisterschaften des Folgejahres konnte sie nicht mehr an diese Erfolge anknüpfen und schloss auf dem fünften Platz ab. Dieselbe Position hatte sie auch Meisterschaften 2007 inne. In diesem Jahr kam sie auch erstmals bei den Panamerikanischen Spielen zum Einsatz und belegte hierbei zusammen mit der US-Amerikanerin Jeanette Rodriguez den dritten Platz und teilte sich mit dieser die Bronzemedaille. Etwas mehr als einen Monat später nahm sie an den Judo-Weltmeisterschaften 2007 in Rio de Janeiro teil, wo sie auf dem fünften Platz abschloss.

### Auf dem Weg zur Weltspitze
Bei den Panamerikanischen Judo-Meisterschaften 2008 in Miami schaffte es die Argentinierin wieder aufs Podium und erreichte in der 48-Kilogramm-Klasse zusammen mit Glenda Miranda aus Ecuador die Bronzemedaille hinter Daniela Polzin (Silber) und Yanet Bermoy (Gold). Im August desselben Jahres nahm sie schließlich am Judowettbewerb der Olympischen Sommerspiele 2008 in Peking teil. Hierbei reichte es neben der Japanerin Ryōko Tani für einen dritten Platz hinter Yanet Bermoy (Silber) und Alina Alexandra Dumitru (Gold), nachdem sie der Japanerin im Halbfinale unterlag. Auf die Bronzemedaille bei den Olympischen Spielen 2008 folgte eine Goldmedaille bei den Panamerikanischen Judo-Meisterschaften 2009 in der Hauptstadt Buenos Aires. Ein umfangreiches Jahr absolvierte sie daraufhin 2010. Neben Gold bei den Südamerikaspielen im März 2010 erreichte sie an der Seite der Mexikanerin Edna Carrillo Bronze hinter Dayaris Mestre Álvarez (Silber) und Sarah Menezes (Gold) bei den Panamerikanischen Judo-Meisterschaften 2010 und schied bei den Judo-Weltmeisterschaften 2010 in Tokio nach drei Kämpfen im Finale des Pool A gegen die Lokalmatadorin Tomoko Fukumi aus und konnte auch in der abschließenden Trostrunde (Repêchage) nicht als Siegerin hervorgehen, als sie der Südkoreanerin Chung Jung-yeon unterlag. Überaus erfolgreich verlief auch ihr Wettkampfjahr 2011, in dem sich bei zwei Großveranstaltungen als Siegerin hervorging. Nach 2009 gewann sie bei den Panamerikanischen Judo-Meisterschaften 2011 im April zum zweiten Mal die Goldmedaille und machte bei den Ende Oktober stattfindenden Judoaustragungen der Panamerikanischen Spiele 2011 ebenfalls Gold.

### Etablierung in der Topgruppe der Weltrangliste
Die Erfolge im Wettkampfjahr 2012 blieben hingegen weitgehend aus; neben einem fünften Platz bei den Panamerikanischen Judo-Meisterschaften 2012 in Montreal erreichte sie auch bei den Olympischen Sommerspielen 2012 in London nur einen fünften Rang. Hierbei hatte sie in der zweiten Runde, in die sie eingestiegen war, die Italienerin Elena Moretti bezwungen, unterlag aber im nachfolgenden Viertelfinale des Japanerin Tomoko Fukumi. Nach einem Sieg in der Trostrunde gegen die Nummer 1 der Welt, Mönkhbatyn Urantsetseg aus der Mongolei, scheiterte sie im Kampf um die Bronzemedaille an der Belgierin Charline Van Snick. Ab dem Jahr 2013 kämpfte sie sich wieder an die Topgruppe der Welt heran und erreichte bei den Panamerikanischen Judo-Meisterschaften 2013 in San José, Costa Rica, zusammen mit Edna Carrillo die Bronzemedaille hinter Dayaris Mestre Álvarez (Silber) und Sarah Menezes (Gold); das exakt gleiche Ergebnis, wie drei Jahre zuvor. Zahlreiche Erfolge folgten im nachfolgenden Jahr 2014, in dem sie unter anderem im März ihr Medizinstudium an der Universidad de Buenos Aires abschloss. In diesem Jahr gewann sie nicht nur die Goldmedaille bei den Südamerikaspielen 2014 in Santiago de Chile, sondern holte auch Bronze bei den Panamerikanischen Judo-Meisterschaften 2014, abermals an der Seite der Mexikanerin Edna Carrillo. Nach mehrfachen WM-Teilnahmen schaffte sie es erst bei den Judo-Weltmeisterschaften 2014 in Tscheljabinsk erstmals aufs Podium, wobei sie den zweiten Platz hinter der 19-jährigen Japanerin Ami Kondo belegte.

### Weltmeisterin 2015 und Olympiasiegerin 2016
Noch erfolgreicher verlief das Jahr 2015; nach einem zweiten Platz hinter der Brasilianerin Sarah Menezes bei den Panamerikanischen Judo-Meisterschaften 2015 im April, erkämpfte Pareto ebenfalls Silber (diesmal hinter Dayaris Mestre Álvarez) bei den Panamerikanischen Spielen 2015 in Toronto im Juli. Bei den nachfolgenden Judo-Weltmeisterschaften 2015 in der kasachischen Hauptstadt Astana erkämpfte sie sich ihren ersten Weltmeistertitel und bezwang dabei im Finale ihre Konkurrentin Haruna Asami aus Japan. Für ihren bisherigen Leistungen und Erfolge wurde sie im Dezember 2015 mit dem Olimpia Award, der alljährlich an den besten argentinischen Athleten vergeben wird, ausgezeichnet. Nachdem sie bereits in den vorangegangenen Jahren der Topgruppe der Weltrangliste in der Gewichtsklasse bis 48 Kilogramm angehörte, kämpfte sie im Jahre 2015 vor allem mit der Mongolin Mönkhbatyn Urantsetseg um den ersten Platz, blieb aber immer Zweite bzw. Dritte. Nach einer Silbermedaille bei den Panamerikanischen Judo-Meisterschaften 2016 in Havanna Ende April 2016 nahm Paula Pareto im August 2016 an den Judowettbewerben der Olympischen Sommerspiele 2016 in Rio de Janeiro teil. Bei ihren dritten Olympischen Spielen setzte sich die Argentinierin ab der zweiten Runde, in die sie einstieg gegen die Konkurrenz durch. Nach einem Zweitrundensieg über Irina Dolgowa aus Russland bezwang sie im Viertelfinale Éva Csernoviczki aus Ungarn und konnte im Halbfinale Ami Kondo aus Japan bezwingen. Im abschließenden Finalkampf gegen die Südkoreanerin Jeong Bo-kyeong setzte sich Pareto ebenfalls als Siegerin durch und holte für Argentinien die erste Goldmedaille im Judo. In der vor den Olympischen Sommerspielen 2016, am 26. Juli 2016, herausgebrachten Weltrangliste rangierte die Argentinierin in der Kategorie bis 48 kg mit drei Punkten Rückstand auf Ami Kondo und 460 Punkten Rückstand auf Mönkhbatyn Urantsetseg auf dem dritten Platz.

### 2017 bis 2021

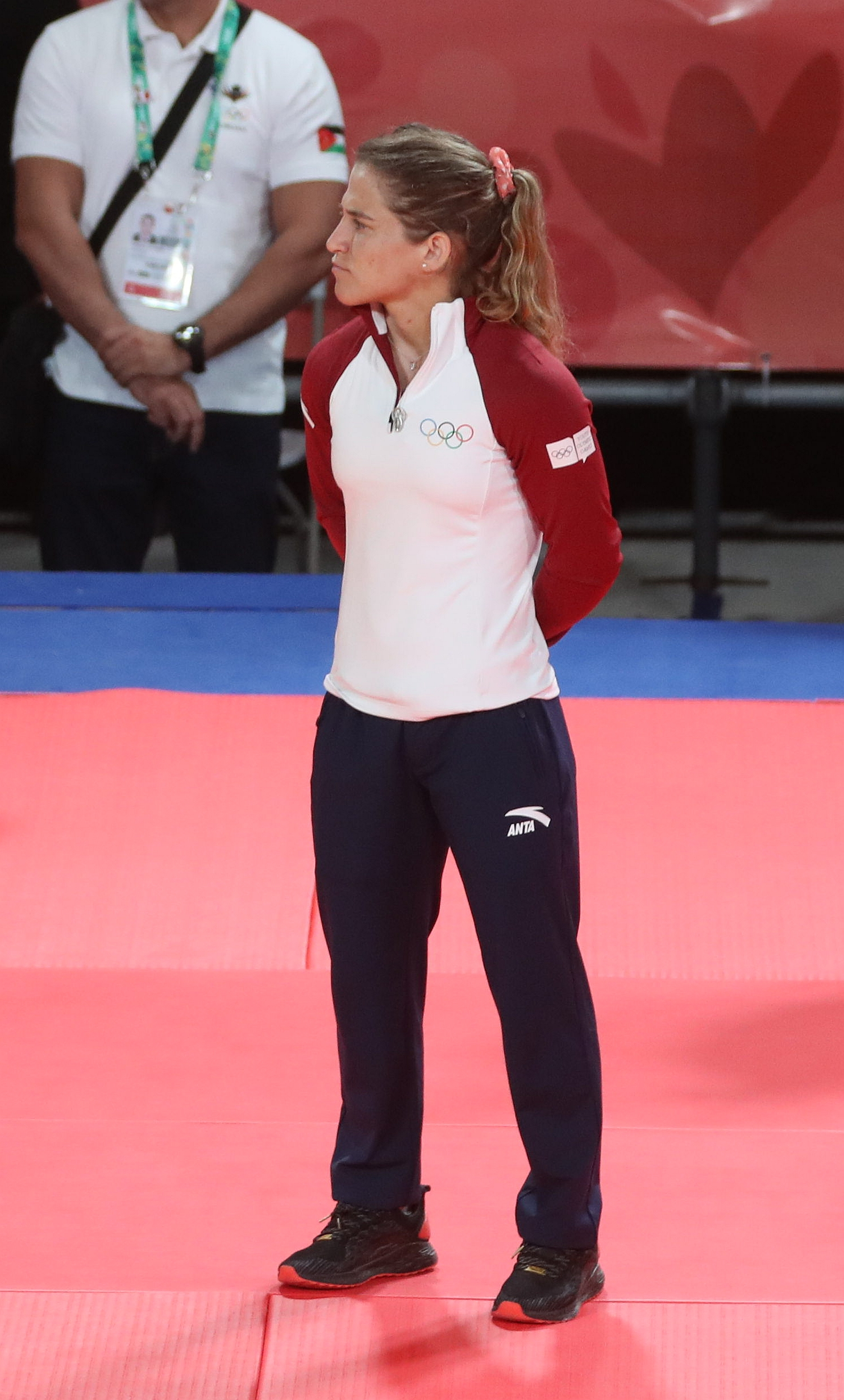
Pareto bei den Olympischen Jugend-Sommerspielen 2018 bei einer Siegerehrung.

2017 und 2018 gewann Pareto die Panamerikanischen Meisterschaften. Bei den Weltmeisterschaften 2018 in Baku unterlag sie im Halbfinale der späteren Weltmeisterin Darja Bilodid aus der Ukraine. Im Kampf um die Bronzemedaille besiegte sie die Portugiesin Catarina Costa.
Bei den 2021 ausgetragenen Olympischen Spielen von Tokio erreichte sie das Viertelfinale.

## Nationale Erfolge
Stand laut offizieller Webpräsenz von Stand 2008/09:
- Siegerin der Campeona Nacional Apertura 1997
- Siegerin der Campeona Nacional Clausura 1998
- Siegerin der Campeona Nacional Apertura 1999
- Siegerin der Campeona Nacional Clausura 2000
- Siegerin der Subcampeona Nacional Clausura 2001
- Siegerin der Campeona Nacional Apertura 2003
- Siegerin der Campeona Nacional Clausura 2003
- Siegerin der Campeona Nacional Apertura 2004
- Siegerin der Subcampeona Nacional Apertura 2006
- Siegerin der Campeona Nacional Clausura 2006
- Siegerin der Campeona Nacional Clausura 2007
- Siegerin der Campeona Nacional Apertura 2008
- Siegerin der Campeona Nacional Clausura 2008
- Siegerin der Campeona Nacional Apertura  2009

## Sonstiges
Neben ihrer sportlichen Karriere hat Pareto Medizin studiert und ist Unfallchirurgin.